# Ziemia (film 1956)
Ziemia – polski dramat psychologiczny z 1956 roku w reż. Jerzego Zarzyckiego.

## Opis fabuły
Polska wieś lat 50. XX w. Trwa proces kolektywizacji rolnictwa. Zamożny gospodarz Ślemień jest jednym z ostatnich rolników indywidualnych, którzy nie wstąpili do spółdzielni i próbuje uprawiać ziemię samodzielnie. Jest to jednak bardzo trudne – najemni bezrolni których opłacał uciekają do spółdzielni (gdzie mają lepsze warunki), środowisko ani miejscowa władza nie akceptuje go jako kułaka. Borykając się z problemem jak obrobić 40-hektarowe gospodarstwo w końcu pozostaje sam wobec perspektywy utraty ziemi, której nie jest w stanie uprawiać. 

## Obsada aktorska
- Janusz Strachocki – Ślemień
- Zofia Małynicz – Ślemieniowa
- Jadwiga Andrzejewska – Wawrzyniaczka
- Stanisław Milski – szwagier Ślemienia
- Wacław Kowalski – Banach
- Andrzej Kozak – Gieniek, syn Banacha
- Ryszard Wojciechowski – Rachoń, przewodniczący spółdzielni
- Zygmunt Zintel – kowal
- Kazimierz Fabisiak – ksiądz
- Mieczysław Stoor – sekretarz partii
- Natalia Szymańska – siostra Ślemienia
- Eugeniusz Szewczyk – syn Wawrzyniaczki
- Tadeusz Gochna(inne języki) – Pietrek, syn Grzelaków

## Ciekawostki
- Film był czasowo zatrzymany przez cenzurę[1].